# Det Kongelige Teaters Balletskole
Det Kongelige Teaters Balletskole er en balletskole, der siden 1771 har uddannet dansere for Den Kongelige Ballet. Ligesom balletkompagniet er skolen en af de ældste af sin slags i Europa.[kilde mangler] Balletskolen er beliggende i Det Kongelige Teater, hvilket er det eneste sted i verden, hvor det nationale balletkompagni, balletskolen, og læseskolen er placeret under samme tag.[kilde mangler] Forstander er nu Anne Peyk.

## Historie
I 1771 blev balletskolen grundlagt af den kongelig Hofdansemester Pierre Laurent, og havde til huse i Hofteatret på Christiansborg. Balletskolen blev kørt på et temmelig ydmyg skala med Laurent, der underviste seks til otte elever i to timer hver dag.
I 1775 blev den italienske danser, koreograf og underviser, Vincenzo Galeotti, ansat som balletmester. Vincenzo Galeotti, følte et behov for at etablere sin egen balletskole, og i nogen tid eksisterede de to skoler side om side.
I dag har Balletskolen afdelinger placeret i København, Holstebro og Odense samt talentcentre i Aarhus, Aalborg og Esbjerg.

## Læseskolen
I 1856 ansatte teatret to lærere til at lære børnene at læse og Læseskolen var således en realitet, i dag har læseskolen 100 til 110 elever fordelt på 9 klassetrin, og i 1996 indgik Det Kongelige Teater en aftale med N. Zahles Gymnasieskole, som dermed fik ansvaret for balletelevernes boglige uddannelse, elevernes skolegang, danseskole såvel som læseskole foregår et og samme sted, nemlig ved Det Kongelige Teater på Kongens Nytorv. Hvis en elev ikke består sin balleteksamen og derfor ikke kan fortsætte sin skolegang på Balletskolen, er denne efter 3. klasse, altså fra og med fjerde klassetrin , sikret skolegang på NZG på Nr. Vold. Den 1. august 2011 åbnede Balletskolen en 0. klasse som er tilknyttet en SFO-ordning.

## Kompagni B
Kompagni B. er verdens første professionelle balletkompagni for, med og af børn. Når man går i 8. og 9. klasse på balletskolen, er man en del af kompagniet.